# Westendin tennishalli
Die Westendin tennishalli (deutsch Westend-Tennishalle) war eine Sporthalle in der finnischen Stadt Espoo.
Die Westendin tennishalli wurde vom Architekten Jarl Eklund entworfen und 1935 eröffnet. Inhaber war der Tennisspieler und Olympiateilnehmer von 1924 Arne Grahn. Die Halle verfügte über zwei Plätze sowie acht weitere Plätze auf dem Außengelände. 1949 verkaufte Grahn die Halle an den Maa- ja metsätaloustuottajain Keskusliitto (Verband der land- und forstwirtschaftlichen Erzeuger), der die Halle als Ausbildungsstätte nutzte. Im Rahmen der Olympischen Sommerspiele 1952 in Helsinki diente die Halle als Wettkampfstätte für die Wettkämpfe im Fechten. Dabei wurde in der Halle eine Sitzplatztribüne mit 951 Plätzen errichtet. Die höchste Zuschauerzahl wurde mit 643 Personen am Finaltag erreicht.
Nach den Olympischen Spielen wurde die Halle wieder als Tennishalle genutzt. In den letzten Jahren diente die Halle als Schule, ehe sie im Januar 1967 vollständig bei einem Brand zerstört wurde.